# Herr Mannelig
Herr Mannelig (även känd som Herr Mannerlig, Herr Magnus och havsfrun eller Bergatrollets frieri; klassifikation: SMB 26, TSB A 59) är en svensk medeltidsballad som förtäljer historien om ett kvinnligt bergatroll som friar till en riddare.

## Innehåll
Trollet försöker övertyga herr Mannelig att ta emot henne som sin hustru. Hon erbjuder honom rikligt med gåvor, men riddaren vägrar då hon inte är en kristlig kvinna utan ett troll, som hör djävulen till. Misslyckandet gör henne desperat, för genom att vinna herr Mannelig hade hon "mistat sin plåga" (möjligen antyds att hon är under en förbannelse). Som förtydligande till texten kan nämnas att med 'gångare' i tredje stycket menas (rid)hästar, och 'rödaste gull' i fjärde stycket antingen kan tolkas som metallen koppar, eller som just guld eftersom gul i fornnordiskan ansågs vara en nyans av färgen röd (jämför skillnaden mellan cyanblå och ultramarin, som trots sin inbördes stora skillnad båda räknas till blå).

## Text
Bittida en morgon innan solen upprann
Innan foglarna började sjunga
Bergatrollet friade till fager ungersven
Hon hade en falskeliger tunga
Herr Mannelig herr Mannelig trolofven I mig
För det jag bjuder så gerna
I kunnen väl svara endast ja eller nej
Om I viljen eller ej:
Eder vill jag gifva de gångare tolf
Som gå uti rosendelunde
Aldrig har det varit någon sadel uppå dem
Ej heller betsel uti munnen
Eder vill jag gifva de qvarnarna tolf
Som stå mellan Tillö och Ternö
Stenarna de äro af rödaste gull
Och hjulen silfverbeslagna
Eder vill jag gifva ett förgyllande svärd
Som klingar utaf femton guldringar
Och strida huru I strida vill
Stridsplatsen skolen I väl vinna
Eder vill jag gifva en skjorta så ny
Den bästa I lysten att slita
Inte är hon sömnad av nål eller trå
Men virkat av silket det hvita
Sådana gåfvor toge jag väl emot
Om du vore en kristelig qvinna
Men nu så är du det värsta bergatroll
Af Neckens och djävulens stämma
Bergatrollet ut på dörren sprang
Hon rister och jämrar sig svåra
Hade jag fått den fager ungersven
Så hade jag mistat min plåga
Herr Mannelig herr Mannelig trolofven I mig
För det jag bjuder så gerna
I kunnen väl svara endast ja eller nej
Om I viljen eller ej

## Tolkningar
Balladen har spelats in eller framförts av ett flertal nutida artister, däribland Folk & Rackare, Garmarna, Haggard (på italienska), Hedningarna, In Extremo, Psalteria, Satarial, Wolfenmond, Chur (på ryska), Galtagaldr (på tyska), Cromdale, Dunkelschön, Annwn, Harry Schwarz, Litvintroll (på belarusiska), Midnattsol (på norska), Cronica (på polska) och Heimatærde.